# 帕拉提诺体

Linotype Palatino、Monotype Book Antiqua和Unternehmensberatung Rubow Weber (URW) Palladio L的比较。

帕拉提诺体（英語：Palatino）是一种常见的西文字体。它属于旧衬线体，是最常被使用的10种衬线字体之一。由德国设计师赫尔曼·察普夫设计，1948年Linotype Foundry公司发布。赫尔曼·察普夫设计了一系列体现了意大利文艺复兴的风格的字体，包括Palatine、Sistina、Michaelangelo titling和Aldus，而且据说都是从阿尔杜斯·马努提乌斯印刷所铅字铸造师Francesco Griffo制作的铅字中取得的灵感。“帕拉提诺”这个名字源于16世纪意大利书法家将巴提萨·帕拉提诺（Giambattista Palatino）。
帕拉提诺体是基于文艺复兴的人文主义字体，可以看出从羽毛笔进化而来的痕迹，并富于运笔的韵律美。当时的字体多使用小字母和细笔画长竖线的搭配（长字母的字头字脚），而帕拉提诺体中进行了修改，增加字体的长度，便于阅读。字体竖线的粗细几乎不变，直线衬线较多，字母Q等的笔画富有明显特征，具有独特的优雅气息。
在数字版本方面，Linotype公司和Adobe Systems公司出售Palatino字体的实际版本；Palatino Linotype 是经过察普夫认定的最可信赖的帕拉提诺体，不过一些hot metal版本的Palatino有更小的x字高，很多人觉得其更优雅美观。在Bitstream公司的字体库里帕拉提诺体被称为察普夫体(Zapf Calligraphic)。
最近Linotype宣布将Palatino Sans和Palatino Sans Informal增加到帕拉提诺字体家族中去。

## 变体以及类似字体
微软公司发布了一个类似字体叫Book Antiqua（源自Monotype公司），很多人认为它是Palatino的模仿品，正如Arial类似于Helvetica字体一样，Book Antiqua也是为了抵抗Adobe公司的PostScript 标准而制作的。Book Antiqua和Arial都与他们的类似字体拥有一样的字符宽度，间距和其他基本属性。但是Book Antiqua与Palatino的类似程度超过了Arial与Helvetica的类似度，一般人很难把他们区别开来。不过，字母C和S在字母宽度上有一些不同。
虽然Book Antiqua不是直接抄袭，微软公司仍然在其Windows 2000和XP认证发布了察普夫的原作，并将其称为Palatino Linotype字体。而在苹果电脑公司的麦金塔电脑系统中直接成为Palatino。
URW Palladio L是另一个类似字体，出自URW（Unternehmensberatung Rubow Weber — 名称源于设计师名字now retitled URW++），并拥有GNU通用公共许可证。察普夫的确参与了URW该字体的制作，但Linotype公司保留Palatino名称的权利。